# کوئینزلند رجیونال ایرلاینز
کوئینزلند رجیونال ایرلاینز (به انگلیسی: Queensland Regional Airlines) یک شرکت هواپیمایی با کد یاتا Q7 است که در ۲۰۰۳ میلادی تأسیس شده‌است. دفتر مرکزی کوئینزلند رجیونال ایرلاینز در کنز، استرالیا واقع شده‌است و قطب این شرکت هواپیمایی در فرودگاه کنز قرار دارد و به ۳ مقصد، پرواز انجام می‌دهد.